# Луців Володимир Степанович
Володимир Степанович Луців, псевдо Орел (1918–1949, с. Більче-Золоте, нині Борщівський район) — учасник Національно-Визвольних змагань, діяч ОУН. Повітовий керівник ОУН у 1943—1945 роках, діяв на теренах кількох районів.

## Родина
Народився в патріотичній сім'ї Степана та його дружини Марії Луцівих, мав трьох молодших братів та двох сестер. Зокрема, Роман (нар. 1922) закінчив Бучацьку торговельну школу, був членом ОУН, арештований більшовиками в 1941 році, загинув у катівні Чортківської тюрми того самого року. Брат Мирон — член ОУН, підпільник, загинув у лавах УПА. Тараса разом із батьками більшовики вивезли до Красноярського краю, де батьки померли.

## Життєпис
Володимир Луців народився в 1918 році.
У 1936 році закінчив Бучацьку гімназію. Ув'язнений польською шовіністичною владою, зазнав катувань під час допитів, якийсь час відбував покарання в концтаборі «Береза Картузька». У 1939 році вийшов з концтабору завдяки червоним «визволителям».
Поранений в одному з боїв проти більшовиків, лікувався в підпіллі. Значну допомогу надав його вірний товариш — Гаврило Гишко «Чорногор». Різдво 1941 року вони зустріли у знайомих в селі Нагірянка (нині в межах Бучача), але їх вислідили червоні. Під час бою Гаврила Гишка поранили, він потрапив до рук карателів, які помістили його під охороною до лікарні. Але Володимир Луців з побратимами визволили його з полону. Через деякий час після початку нацистської окупації в 1941 році пішов у підпілля.
Після відступу нацистів забрав доньку та дружину до села Красіїв — місця перебування проводу Петра Хамчука «Бистрого». Не виїхав за кордон, вважаючи це ганьбою. У 1947—1949 роках базувався з повстанцями в печерах поблизу села Більче-Золоте. Санітарка повстанців потрапила під час виходу до енкаведистів. Упівці, оточені червоними, пішли на прорив, але всі загинули. Точне місце поховання «Орла» тривалий час було невідоме, за словами старожилів, він похований біля доньки.

### Сім'я
У 1941 році одружився з односельчанкою Марією. У хаті обладнали друкарню. Мали доньку Оксану (нар. травень 1943), які з матір'ю проживали під чужими документами як переселенці з Польщі. «Сексоти» пізніше видали Марію енкаведистам, яка після важких тортур отримала 25 років. Дитина після арешту матері залишилась у знайомих, померла після важкої хвороби. Марія після звільнення мала підірване здоров'я, однак знову вийшла заміж, народила двоє хлопців, однак прожила недовго. Похована в Бучачі.